# Фране Каталініч
Фране Каталініч (італ. Frane Katalinić, 4 жовтня 1891 — 3 квітня 1976) — італійський академічний веслувальник.
Бронзовий призер Олімпійських Ігор 1924 року в складі вісімки.
Чемпіон Європи 1923 року в складі вісімки, срібний призер 1922 року в складі вісімки.